# Накидка Інвернесс
Накидка Інвернесс є формою атмосферостійкого верхнього пальта. Він примітний тим, що без рукавів, руки виходять з пройм під накидкою. Його почали асоціювати з вигаданим детективом Шерлоком Голмсом.

## Історія
Одяг з'явився в 1850-х роках як пальто Інвернесс, зовнішнє пальто з рукавами, покритими довгою накидкою, яка досягає довжини рукава.  До 1870-х років накидка була поділена на дві частини, і невелике «крило», схоже на «капелет», з кожного боку було вшито в бічні шви, а не через спину. У 1880-х роках повністю зникли рукава, а пройми вирізали під накидкою, щоб утворити накидку Інвернесс.
Передні частини пальто можуть бути оброблені в одному з двох стилів: в одному, більш офіційному, верхнє пальто закінчується короткими лацканами, а накидки відкладаються ззаду. В іншому стилі немає лацканів. Використовується простий осінній комір з високою підставкою, накидки застібаються навхрест. Вони також віддавали перевагу для менш формального одягу, особливо кучерів і водіїв таксі, які потребували вільного руху рук. Дійсно, цей фасон зазвичай називають «накидкою кучера».
Накидка Інвернесс — водовідштовхувальний предмет одягу. Загальноприйняте зображення накидки, яку носить Голмс, виготовлено з твіду, зокрема у вигляді зубів сірої собаки. Однак більш скромні накидки, зшиті з нейлону або саржевого переплетення і зазвичай чорного кольору, зазвичай використовуються членами дудкових гуртів.
Накидка Інвернесс, яку все ще носять у Сполученому Королівстві, часто виготовляється з щільного твіду Гарріс в клітинку або інший стриманий візерунок. Зазвичай його носять для сільського одягу. Більш легкі чорні пальто-накидки асоціюються з парадним вечірнім вбранням.

## Шотландській стрій
Незважаючи на те, що широкий вибір плащів, пальт та дощового спорядження надягають із шотландським убранням, щоб боротися з негодою, накидка Інвернесс стала майже повсюдно прийнятою для дощової погоди гуртів волинників у всьому світі, а також багатьма іншими, хто носить кілти. Вони вважають, що це найкращий одяг для таких умов. На відміну від більшості плащів або інших звичайних пальт, накидка Інвернесс не має рукавів. Натомість у неї є широкі пройми з боків для розміщення рук. Це дає змогу власнику отримати доступ до споррану, не розстібаючи та не відкриваючи накидку. Отвір збоку прикриває коротка накидка, яка застібається спереду.

## У масовій культурі

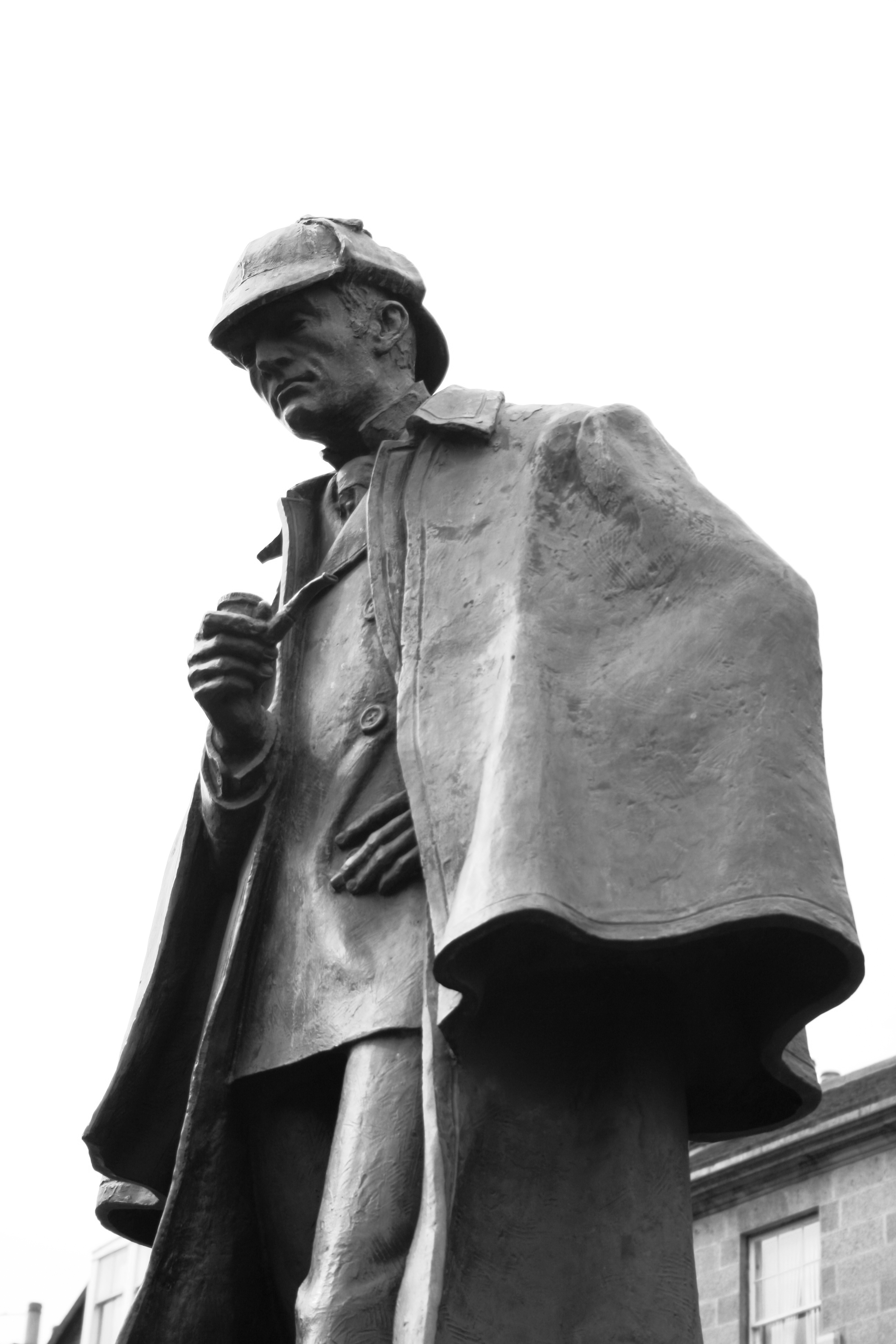
Статуя Шерлока Голмса в накидці Інвернесс та дирсталкері, на місці народження сера АртураКонан Дойла в Единбурзі, Шотландія

Мабуть, найвідоміший приклад у художній літературі, знаменитий детектив Артура Конан Дойла Шерлок Голмс часто асоціюється з накидкою Інвернесс. Проте в романах Голмс описується як одягнений в Ольстерське пальто. Характерний вигляд Голмса, який зазвичай доповнювався дисталкером і люлькою з калебасу, є композицією зображень, спочатку приписуваних серії ілюстраторів, включаючи Девіда Генрі Фрістона та Сідні Педжета. Але, як адаптований до сцени актор-драматург Вільям Джілетт, Голмс взагалі не носив плащ-пальто, і походження калебасової люльки залишається чимось загадковим, хоча це могло мати якесь відношення до введення Джілетт дудки у формі дуги, наповненої шипшиною для своїх виступів. Педжет зобразив Голмса, як курця виключно прямих трубок.
Фрістон, який проілюстрував перший опублікований роман Шерлока Голмса «Етюд у багряних кольорах», зобразив персонажа в капелюсі, схожому на дисталкер, і подовженому плащі.
Як би там не було, накидка, дисталкер і люлька з калебасу вже асоціювалися з Голмсом у 1930-х роках, головним чином у Сполучених Штатах, але образ став остаточним після виходу перших двох фільмів, в яких знявся Безіл Ретбоун, як Голмс, знятих для 20th Century Fox у 1939 році. 
Сонячний міст Августа Дерлета, по суті, Шерлок Голмс з іншим ім'ям, який жив на Праєд-стріт у 1920-х роках, також носить Інвернесс.
Накидки Інвернесс носять персонажі багатьох вестерн і спагеті-вестернів, наприклад, персонаж Лі Ван Кліфа у фільмі «На кілька доларів більше» та Джанні Гарко у серіалі «Сартана».
У 1970-х роках довготривалого серіалу Доктор Хто, Третій Доктор (Джон Пертві) часто носив накидку Інвернесс поверх своїх денді-костюмів. Пертві взяв накидку Інвернесс з гардеробу свого власного діда, щоб завершити костюм.
Вампір Барнабас Коллінз (як його зобразив актор Джонатан Фрід) носив накидку Інвернесс в культовій класичній готичній мильній опері «Похмурі тіні» 1966 року. Накидка Інвернесс знову з'явилася в рімейку фільму Тіма Бертона «Похмурі тіні» 2012 року. Художник по костюмах Коллен Етвуд черпав натхнення з оригіналу, але «не хотів робити нудне чорне пальто», тому вирішив оновити костюм «тканиною пляшкового кольору».
У екранізації абсурдистської п'єси «Чекаючи на Ґодо» Семюеля Бекета 2001 року власник Поццо (грає Алан Стенфорд), одягнений у накидку Інвернесс, що символізує поміщиків Ірландії з протестантської влади.
Популярний міський фантастичний герой Гаррі Дрезден із Дрезденських файлів Джима Батчера замінив свою фірмову тряпку на пальто Інвернесс у 14-й книзі серії «Холодні дні».
Стимпанка мода (кінець XX століття) обмеженою мірою відродила моду на носіння накидки Інвернесс та іншого одягу XIX століття.

## Японський варіант пальта Інвернесс

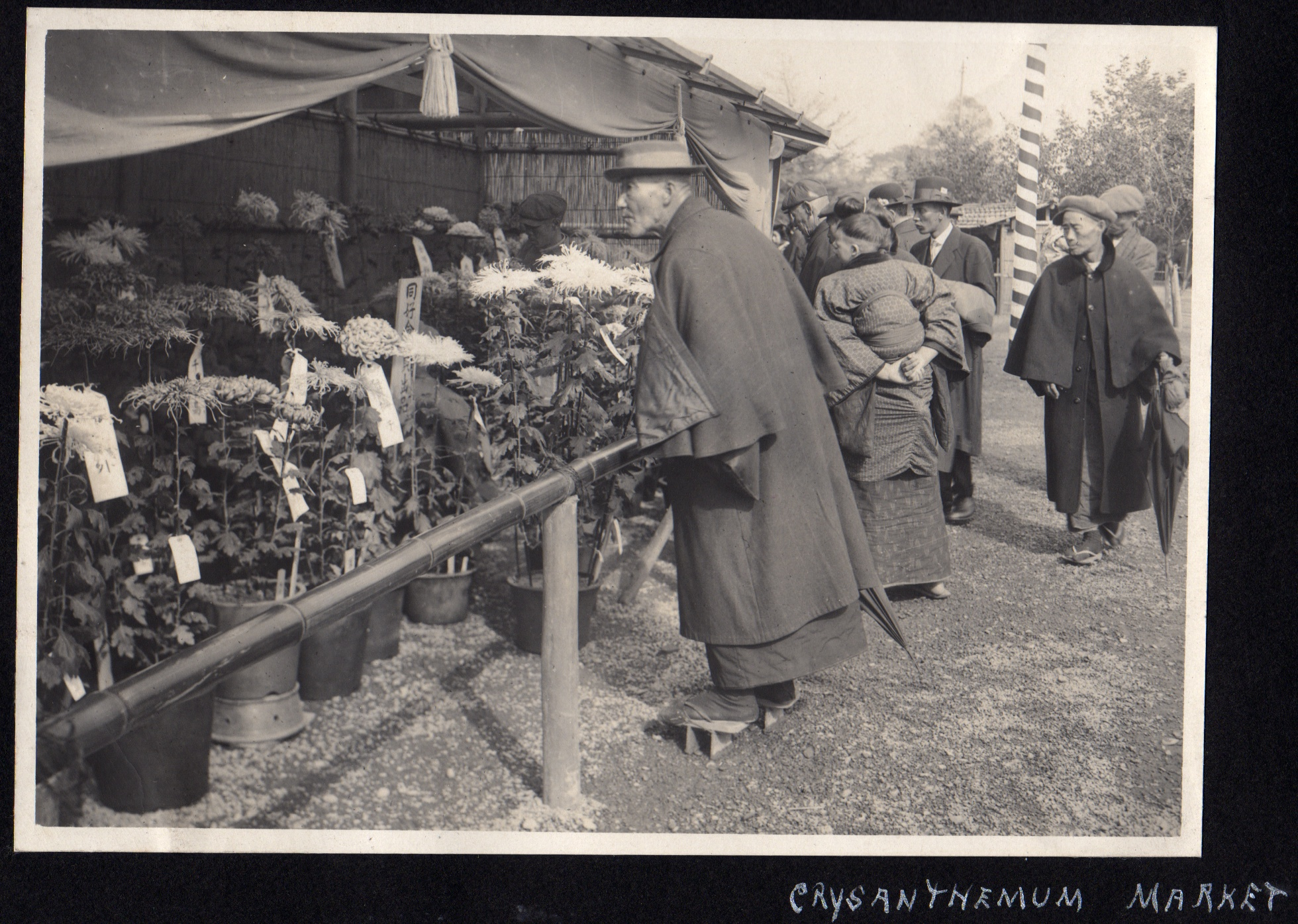
Чоловіки в пальтах Інвернесс, ринок Хризантем в Японії, доба Тайшо (1914, Елстнер Хілтон)

Пальто Інвернесс з'явилося в Японії в добу Мейдзі (з 1868 по 1912 роки), і його модифікована версія, пальто тонбі або томбі (とんび), здобула велику популярність. У той час було багато видів модифікованих західних пальт, прикладом яких був тонбі. Фасон пальто отримав назву тонбі, тому що клапті з обох боків плечей були схожі на клапани повітряного змія. Тонбі можна було носити поверх кімоно, і це стало причиною його популярності. Історично використання вовни було обмежене в Японії аж до епохи Мейдзі, однак підвищений попит на нові пальта, які можна було носити поверх кімоно, включаючи тонбі, запалив ринок. Тонбі залишався поширеним у вжитку як пальто, яке носили чоловіки доби Мейдзі, Тайшо (з 1912 по 1926 роки) та Шова (з 1926 по 1989 роки).

## Дивитися також
- Ольстерське пальто
- Тренчкот